# Мозамбикское национальное сопротивление
Мозамбикское национальное сопротивление (порт. Resistência Nacional Moçambicana), РЕНАМО — мозамбикская правая политическая партия, вторая по численности и влиянию в стране. Создана на базе антикоммунистического повстанческого движения времён гражданской войны. Придерживается национал-консервативных позиций, находится в оппозиции правительству ФРЕЛИМО.

## Предыстория
25 июня 1975 года была провозглашена независимость Мозамбика от Португалии. К власти в Народной Республике Мозамбик (НРМ) пришло движение ФРЕЛИМО. Пост президента без выборов занял Самора Машел, его заместителем стал Марселину душ Сантуш. Программа ФРЕЛИМО предполагала построение «реального социализма» по советской модели и при непосредственной поддержке СССР. В 1977 году съезд ФРЕЛИМО объявил движение марксистско-ленинской партией. Был заключён советско-мозамбикский договор о дружбе и сотрудничестве.
Социальные программы правительства ФРЕЛИМО, развитие образования и здравоохранения привлекли определённую поддержку. В то же время многие аспекты политики вызывали массовое недовольство. Установилась однопартийная система, началось огосударствление промышленности, коллективизация в деревне сопровождалась принудительными переселениями. Национальная служба народной безопасности (SNASP) во главе с генералом Жасинту Велозу развернула кампанию политических репрессий (преследованиям подвергались даже бывшие видные деятели ФРЕЛИМО, наиболее известен пример Уриа Симанго). Была создана система «лагерей перевоспитания».
В Мозамбике сложились многочисленные социальные группы, готовые к организованному сопротивлению ФРЕЛИМО. Они могли рассчитывать на поддержку соседних Родезии, ЮАР и Малави, правительства которых были сильно обеспокоены внешней политикой НРМ.

## Повстанческое движение

### Формирование вооружённой оппозиции (1977—1979)
Мозамбикская вооружённая оппозиция была создана в 1977 году. Его основал бывший офицер правительственных войск ФРЕЛИМО, участник антиколониальной борьбы Андре Матсангаисса. В сентябре 1975 года Матсангаисса был репрессирован по уголовной статье, но год спустя сумел бежать из лагеря. Пробравшись в Южную Родезию, Матсангаисса провёл переговоры с Орланду Криштиной и вызвался организовать в Мозамбике антикоммунистическое повстанческое движение. После нескольких недель партизанских действий Матсангаисса вновь был арестован, но 6 мая 1977 года освобождён в ходе рейда родезийского спецназа.
При активной поддержке родезийской спецслужбы и режима Хэстингса Банды в Малави Матсангаисса учредил Мозамбикское национальное сопротивление — РЕНАМО. Организация повела гражданскую войну против правящей ФРЕЛИМО, а также против марксистских партий ЗАПУ Джошуа Нкомо и ЗАНУ Роберта Мугабе в Южной Родезии. Началом военных действий в Мозамбике считается 30 мая 1977 года.
17 октября 1979 года Матсангаисса погиб в перестрелке с правительственными войсками. После окончания гражданской войны и политического урегулирования его именем названа площадь в крупном мозамбикском городе Бейра. Преемником Матсангаиссы во главе вооружённых сил РЕНАМО стал полевой командир Афонсу Длакама. Политическое руководство принял на себя генеральный секретарь Орланду Криштина, давно и тесно связанный с родезийскими и южноафриканскими спецслужбами, а также с властями Малави.
17 апреля 1983 года Криштина был убит в Претории при невыясненных по сей день обстоятельствах. Его сменил на посту генерального секретаря Эво Фернандеш, убитый в Лиссабоне в 1988 году. С этого времени военно-политическое руководство РЕНАМО полностью сосредоточил в своих руках Афонсу Длакама. Под его командованием мозамбикские антикоммунистические партизаны продолжали боевые действия против властей ФРЕЛИМО.

### Антикоммунистическая гражданская война (1977—1990)
ФРЕЛИМО во главе с Саморой Машелом (по прозвищу «Чёрный Сталин») проводил коммунистическую политику. Эта политика стимулировала недовольство населения Мозамбика и способствовала поддержке сопротивления. Особенно активна эта поддержка была в отдельных регионах страны, например, в окрестностях Бейры и в северной сельской глубинке.
К середине 1980-х годов РЕНАМО распространило свои операции практически на всю территорию страны (за исключением крупных городов). Обширные сельские территории оказались под контролем оппозиции. Захваченные в плен чиновники ФРЕЛИМО привлекались в качестве администраторов РЕНАМО в контролируемых районах. Основными методами являлись внезапные атаки, похищения, диверсии, разрушение инфраструктуры. Атакам подвергались не только военно-полицейские, но и гражданские экономические объекты. В ходе боевых действий с обеих сторон совершались военные преступления. Особенностью РЕНАМО было широкое вовлечение в свои отряды несовершеннолетних. Со своей стороны, представители РЕНАМО утверждали, что старались хорошо обращаться с мирным населением, поскольку нуждались в его поддержке, а привлечение подростков не входило в партизанскую стратегию.
Почти 15-летняя гражданская война в Мозамбике являлась составной частью всемирного антикоммунистического противостояния. РЕНАМО пользовалось оперативной поддержкой спецслужб ЮАР, политическими симпатиями США и европейских правых сил. ФРЕЛИМО опирался на содействие СССР и «восточного блока» в целом. РЕНАМО выступало мозамбикском аналогом ангольского движения УНИТА, выдвигая лозунги борьбы за демократию и «подлинную» независимость. (С той разницей, что движение Жонаса Савимби идеологически было левым, тогда как Афонсу Длакамы — правым.)
В то же время ряд элементов идеологии и практики РЕНАМО вызывал настороженность на Западе:

Аналитики, которые посещали партизанские лагеря, сообщали об энтузиазме в отношении западных политических и экономических ценностей, о яростной враждебности к репрессиям и коллективизаторским программам ФРЕЛИМО. Всё это здоровые признаки. Но значительную часть поддержки РЕНАМО обеспечивают традиционные деревенские старейшины, потерявшие позиции при новом режиме. Мало кто из этих людей привержен демократии и свободному рынку. Повстанческая пропаганда в основном подчеркивает мозамбикский национализм, а не демократические свободы. В этом боевой клич против ФРЕЛИМО и его покровителей из советского блока.

Больше всего беспокоит информация о насилии повстанцев в отношении гражданских лиц… Жестокость бойцов РЕНАМО не сулит ничего хорошего для плюралистического общества, если восстание окажется успешным. Администрация Рейгана должна прекратить поддержку ФРЕЛИМО и диктатуры Саморы Машела, подобной прошлогоднему выделению Конгрессом 40 миллионов долларов военной и экономической помощи. Но нет и убедительных аргументов в пользу помощи РЕНАМО. Восстание, видимо, содержит некоторые демократические капиталистические элементы, но мало доказательств тому, что они являются доминирующими в организации.

Тед Карпентер, эксперт Института Катона, июнь 1986

16 марта 1984 года в политике мозамбикских властей обозначился резкий поворот. Президент Мозамбика Самора Машел и премьер-министр ЮАР Питер Бота подписали Соглашение Нкомати о ненападении и добрососедстве. Правительство Машела пошло на этот шаг, несмоторя на явное недовольство СССР. Договорённости Нкомати включали прекращение поддержки АНК со стороны НРМ и РЕНАМО со стороны ЮАР. Руководство ФРЕЛИМО рассчитывало, что без внешней поддержки партизанское движение в Мозамбике быстро заглохнет (тем более, что ещё в 1980 году к власти в Зимбабве пришёл союзник ФРЕЛИМО Мугабе, а несколько позже вывода со своей территории партизанских баз потребовало правительство Малави) — однако этот расчёт совершенно не оправдался.

## Политическая партия

### Реформы и легализация (1989—1992)
К началу 1990-х годов в мозамбикской гражданской войне возникла патовая ситуация: РЕНАМО не удавалось свергнуть правящий режим, ФРЕЛИМО был не в состоянии подавить сопротивление. Кроме того, в результате перестройки режим практически утратил поддержку СССР. В этих условиях президент Жоаким Чиссано (ставший во главе правящей партии и государства после гибели Саморы Машела в авиакатастрофе) пошёл на компромисс с Мозамбикским национальным сопротивлением.
Летом 1989 года партия ФРЕЛИМО официально отказалась от идеологии марксизма-ленинизма. Параллельно в столице Кении Найроби при посредничестве иностранных церковных деятелей начались первые контакты между мозамбикским правительством и РЕНАМО. В ноябре 1990 года вступила в силу новая конституция Мозамбика, гарантировавшая демократические свободы и многопартийную систему. 4 октября 1992 года Чиссано и Длакама подписали в Риме мирное соглашение. РЕНАМО получило статус легальной оппозиции.
Наблюдатели называют РЕНАМО влиятельной партией мозамбикских «белогвардейцев и кулаков». Идеологически РЕНАМО позиционируется как мозамбикская христианская демократия, имеет статус наблюдателя в Центристском демократическом интернационале христианско-демократических партий.
В 1995—1996 годах партия РЕНАМО оказывала организационную и военную помощь зимбабвийской повстанческой организации Chimwenje, пытавшей свергнуть президента Роберта Мугабе путём вооружённой борьбы. Формированиями Chimwenje командовал бывший полевой командир РЕНАМО Арманду Мабаше.

### Электоральные результаты
В Мозамбике утвердилась система т. н. «ограниченной демократии». В качестве консервативной правопопулистской оппозиции (ФРЕЛИМО с 1990-х годов позиционируется как партия демократического социализма) РЕНАМО пять раз участвовало в парламентских выборах, Афонсу Длакама баллотировался в президенты Мозамбика в 1994, 1999, 2004, 2009 и 2014 годах.
При всех голосованиях РЕНАМО и его кандидат занимали второе место после правящего ФРЕЛИМО.
На выборах 1994 года РЕНАМО получило на парламентских выборах почти 38 % голосов и 112 мест в парламенте из 250. Афонсу Длакама собрал почти 34 % голосов на выборах президента, но уступил Жоакиму Чиссано.
Наибольшей поддержки РЕНАМО добилось на выборах 1999 года: почти 39 % и 177 парламентских мандатов, более 47 % за Длакаму как кандидата в президенты. Главой государства был вновь избран Жоаким Чиссано.
Выборы 2004 года принесли РЕНАМО менее 30 % голосов и 90 мандатов. За Афонсу Длакаму проголосовали менее 32 %. Президентом с большим перевесом был избран кандидат ФРЕЛИМО Арманду Гебуза.
На выборы 2009 года РЕНАМО потерпело наиболее серьёзное поражение — менее 18 % поддержки и 51 мандат, всего около 16,5 % за Длакаму. Президентом снова стал Гебуза, собравший более трёх четвертей голосов.
Позиции РЕНАМО удалось улучшить на выборах 2014 года: за партию проголосовали почти 32,5 %, что обеспечило 89 мандатов, Длакаму поддержали свыше 36,6 %. Но победу вновь одержал кандидат ФРЕЛИМО Филипе Ньюси.
Выборы 2019 года впервые проходили без участия Афонсу Длакамы, скончавшегося полутора годами ранее. Голосование обозначило значительное падение электоральных показателей РЕНАМО. Нового лидера партии Осуфо Момада поддержали на президентских выборах 1,3 млн избирателей — менее 22 %; на выборах парламентских за РЕНАМО голосовали около 22,3 % — 60 депутатских мандатов. Потерпели неудачу все кандидаты РЕНАМО на посты губернаторов провинций. Представители РЕНАМО вновь заявили о возможных фальсификациях.

## Возобновление вооружённого противостояния

### «Мятеж низкой интенсивности» (2012—2014)
На фоне падения электоральных показателей РЕНАМО в Мозамбике наблюдалось постепенное ужесточение политического режима. Этот процесс связывается с обнаружением в стране газовых месторождений и эволюцией ФРЕЛИМО в направлении типичной «углеводородной диктатуры».
В 2012—2013 годах стали отмечаться крупные боестолкновения между активистами РЕНАМО и полицией. Руководство РЕНАМО предупредило о намерении воссоздать свои военизированные казармы и тренировочные лагеря. Афонсу Длакама неоднократно заявлял о готовности РЕНАМО возобновить вооружённую борьбу, если правление ФРЕЛИМО вновь примет характер диктатуры.
В течение 2013 года правительственные силы и РЕНАМО обменялись несколькими крупными ударами. Эпицентром боёв стала провинция Софала. По данным РЕНАМО, количество погибших исчислялось десятками, правительственные СМИ признавали единичные жертвы. Ответственность стороны возлагали друг на друга, конкретные причины не прояснялись. Бои продолжались в 2014, атаки РЕНАМО на полицию характеризовались как «мятеж низкой интенсивности». Афонсу Длакама и другие военно-политические руководители РЕНАМО скрывались на тайных базах организации в районе Горонгозы.
5 сентября 2014 года президент Гебуза и Афонсу Длакама встретились в Мапуту и подписали соглашение о мирном урегулировании (это стало первым за два года публичным появлением Длакамы). Одним из ключевых пунктов соглашения являлась департизация госаппарата, особенно силовых структур, где доминируют представители ФРЕЛИМО. Лидер РЕНАМО выразил надежду, что договор положит конец формированию однопартийного государства. Выборы 15 октября 2014 года проводились в соответствии с подписанным соглашением. Но, несмотря на относительно удачные результаты, РЕНАМО не признало объявленных итогов, что вызвало новый виток противостояния.

### Обострение конфликта и новые попытки урегулирования (2015—2018)
Политическая напряжённость переросла в силовую конфронтацию. Крупное боестолкновение произошло 14 июня 2015 года в провинции Тете. По данным РЕНАМО, погибли 45 бойцов правительственной военной полиции. Афонсу Длакама признал, что лично отдал отряду РЕНАМО приказ о нападении. Он мотивировал это «усталостью от игр ФРЕЛИМО».
Всего за 2015—2016 годы в участившихся столкновениях между ФРЕЛИМО и РЕНАМО погибли сотни людей. По словам Афонсу Длакамы, против него лично предпринимались попытки убийства (через отравление источника питьевой воды либо установку противопехотной мины).
Однако 24 декабря 2016 года РЕНАМО в одностороннем порядке объявило о приостановлении боевых действий, дабы «позволить народу спокойно отметить праздники». 3 марта 2017 года Афонсу Длакама заявил о продлении перемирия на 60 дней и готовности к продолжению переговоров. В феврале 2018 года на переговорах Длакамы с Ньюси в Горонгозе (территория, контролируемая РЕНАМО) был в принципе согласован план конституционной реформы — Пакт децентрализации — расширяющий права местного самоуправления в Мозамбике.

## Внутрипартийные противоречия
Политический стиль Афонсу Длакамы был связан с регулярными внутрипартийными конфликтами. В 2000 году партию РЕНАМО покинул влиятельный политик Раул Домингуш — руководитель парламентской фракции, глава делегации РЕНАМО на переговорах 1992 года, считавшийся наиболее вероятным преемником Длакамы. Домингуш создал свою Партию мира, демократии и развития, что привело к отколу от РЕНАМО некоторой части избирателей. Однако в 2012 году Раул Домингуш договорился с Афонсу Длакамой о своём возвращении в РЕНАМО.
Политически эффективным было сотрудничество РЕНАМО с Дэвизом Симанго, популярным в Бейре и Софале сыном Уриа Симанго. Симанго-младший состоял в партии с 1997 года, в 2003 году при поддержке РЕНАМО он был избран мэром Бейры. Но в 2009 году возник конфликт (инициатива которого приписывается Длакаме) — РЕНАМО обвинило мэра Симанго в незаконных изъятиях земельных участков. Результатом стало разрыв Симанго с РЕНАМО и создание партии Демократическое движение Мозамбика.

## Смена лидера
3 мая 2018 года Афонсу Длакама скончался в возрасте 65 лет. Это произошло на военной базе РЕНАМО в горном районе Горонгозы. Президент Ньюси выразил официальное сожаление и призвал продолжать процесс национального примирения. Похороны Афонсу Длакамы 10 мая 2018 года имели государственный статус, на церемонии присутствовал президент Филипе Ньюси.
5 мая 2018 года временным координатором РЕНАМО (до партийного съезда) был избран Осуфо Момад — руководитель партийного департамента обороны и безопасности. Такое решение выглядело неожиданным, поскольку по уставу партию должен был возглавить тогдашний генеральный секретарь Мануэл Бисопу.
Комментаторы расценили избрание Осуфо Момада как взятие партийного руководства военным крылом РЕНАМО. Командиры вооружённых формирований были недовольны зигзагами политики Длакамы, его переходами от жёсткой риторики к компромиссам с ФРЕЛИМО. В первом своём заявлении Момад пригрозил возобновить боевые действия, если правительство не выполнит соглашений, подписанных Длакамой и Ньюси. В то же время он подтвердил верность РЕНАМО наследию Афонсу Длакамы и готовность выполнять заключённые им договорённости, если аналогичную позицию займут власти ФРЕЛИМО.

## Решения VI съезда
15—18 января 2019 года в Горонгосе состоялся очередной, VI съезд РЕНАМО. Присутствовали около тысячи человек — порядка семисот делегатов и трёхсот гостей.
Съезд утвердил Осуфо Момада на посту председателя (президента) РЕНАМО. За Момада проголосовали 410 делегатов. Он значительно опередил других кандидатов — Элиаша Длакаму (брат покойного Афонсу Длакамы получил 238 голосов), Мануэла Бисопу (генерального секретаря партии поддержали 7 делегатов), Жулиану Пикарду (депутат парламента собрал всего 5 голосов). Лидер столичной парторганизации и Эрминиу Мораиш снял свою кандидатуру и поддержал Момада.
В своей речи Осуфо Момад призвал «оставить в прошлом ненависть и интриги, стремиться к миру, единству, прощению и процветанию для всех мозамбикцев». Он подтвердил приверженность РЕНАМО заветам Афонсу Длакамы, идеям демократии и гуманизма. Осуфо Момад призвал сплотить партийные ряды для победы на предстоящих выборах. Он ещё раз объявил, что гражданская война в Мозамбике окончена, и РЕНАМО не вернётся на этот путь.
Комментаторы отметили присутствие на съезде Раула Домингуша. Предполагалось, что Домингуш после смерти Длакамы может вернуться в РЕНАМО — «если что-то получит взамен». Однако Осуфо Момад заявил, что «споры о лидерстве кончены». По его словам, съезд укрепил внутрипартийную демократию в РЕНАМО. В то же время Момад выразил особую благодарность военному крылу партии за оказанную поддержку.
Тогда же, в январе, председатель Момад отстранил от должности генерального секретаря партии Мануэла Бисопу. В апреле генеральным секретарём РЕНАМО — вторым лицом партии — стал Андре Мажибире. Новый генсек был личным референтом покойного Афонсу Длакамы. Депутат мозамбикского парламента, он возглавляет делегацию по военным вопросам на переговорах РЕНАМО с правительством. Известен как доверенный представитель Осуфо Момада.
Политическим комиссаром РЕНАМО является Жозе Карлуш Круш, парламентскую фракцию возглавляет Ивоне Соареш, племянница Афонсу Длакамы.

## Соглашение 2019
1 августа 2019, в преддверии октябрьских всеобщих выборов, новый лидер РЕНАМО Осуфо Момад подписал с президентом Ньюси мирное соглашение при посредничестве ООН. Особый символизм придавал событию тот факт, что церемония подписания прошла в Горонгосе — многолетней базе РЕНАМО, «откуда война началась и где закончилась».
Осуфо Момад заверил, что «отныне насилие не будет использоваться как средство достижения политических целей». Филипе Ньюси заявил о наступлении «новой эры, когда ни один мозамбиканец не должен применять оружие для разрешения конфликтов». Были разоружены более пяти тысяч боевиков РЕНАМО. При этом не все активисты партии признали новые договорённости — радикалы объявили о продолжении вооружённой борьбы.
На выборах 15 октября 2019 года Осуфо Момад и РЕНАМО получили около 22 % голосов. Электоральная поддержка и парламентская фракция РЕНАМО значительно сократились. Президентом Мозамбика остался Филипе Ньюси, новое парламентское большинство ФРЕЛИМО позволяет менять конституцию страны.

## Символика
Эмблемой РЕНАМО является куропатка (как олицетворение «достоинства личности, непокорности и утверждения свободы») на фоне национальных цветов и десяти звёзд, обозначающих провинции Мозамбика. Три стрелы внизу символизируют вооружённую борьбу против угнетения.
Информационный бюллетень партии называется Perdiz («Куропатка»).

## Галерея

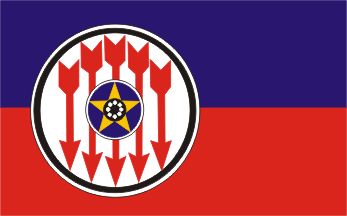
Первый флаг РЕНАМО
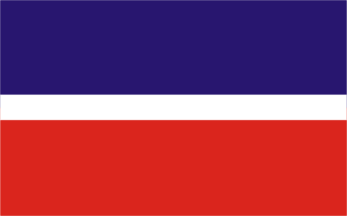
Второй флаг РЕНАМО
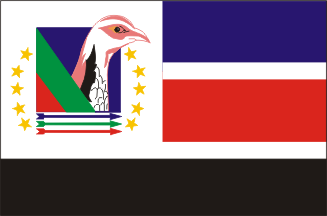
Третий флаг РЕНАМО